# Штаймке
Штаймке (нем. Steimke) — община в Германии, в земле Саксония-Анхальт. 
Входит в состав района Зальцведель. Подчиняется управлению Клётце.  Население составляет 407 человек (на 31 декабря 2023 года). Занимает площадь 18,54 км².